# Kohleausstieg

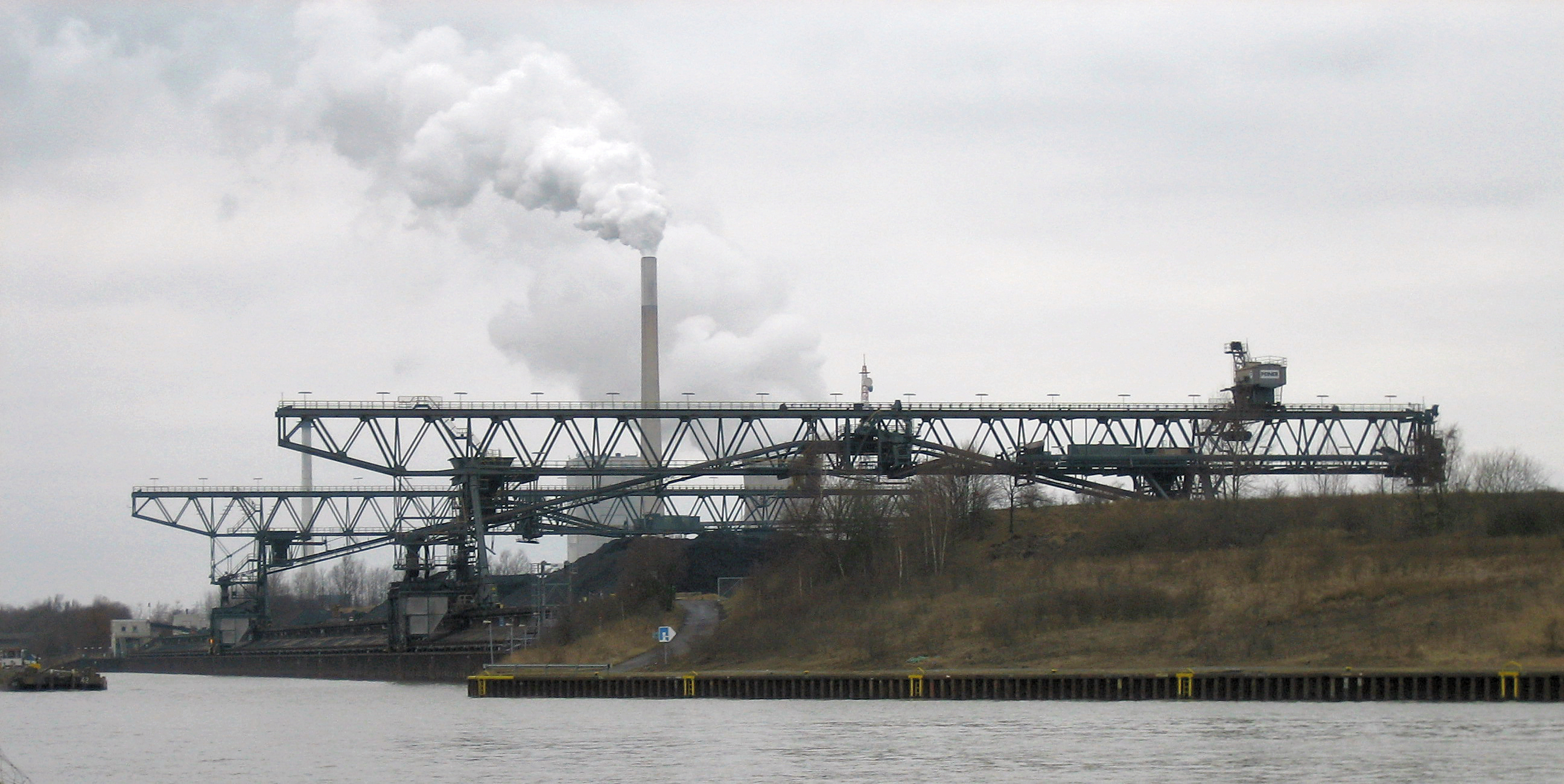
Kohleinfrastruktur: Der Kohlehafen und das Kohlekraftwerk in Mehrum

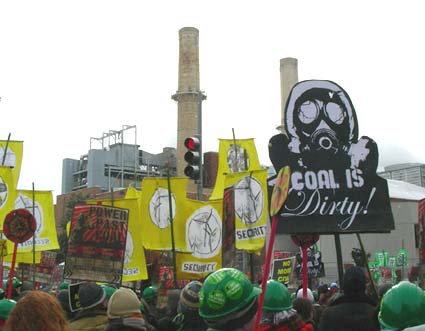
Die Anti-Kohlekraft-Bewegung fordert in Washington einen Kohleausstieg (2009)

Als Kohleausstieg bezeichnet man die politische Entscheidung, Kohle nicht mehr abzubauen bzw. nicht mehr zu verwenden. Gründe für den Kohleausstieg sind, wie beim Ölausstieg, insbesondere Umweltschutz, Klimaschutz und Gesundheitsschutz (Vermeidung von Gesundheitsschäden durch Luftschadstoffe, die bei der Kohleverbrennung freigesetzt werden).
Kohle wird seit Jahrzehnten in großen Mengen zur Erzeugung von elektrischer Energie in Kohlekraftwerken, zum Heizen, in der Chemieindustrie, Stahlindustrie und anderen Industriezweigen verwendet. Zur Kohleindustrie gehört auch die Infrastruktur zur Förderung im Tagebau oder in Bergwerken und der Transport (z. B. Kohlehäfen, Kohlenbahnen, Förderbänder usw.). Mit dem Kohleausstieg geht nicht nur ein Ende der Kohleverstromung einher, sondern in gewissem Maße auch ein relatives „Ende“ oder zumindest eine starke Reduzierung der stofflichen Nutzung von Kohle (etwa auch in Gestalt eines Ausstiegs aus der Verkokung für die Eisen- und Stahlerzeugung – Stichwort „grüner Stahl“).
Vielfach übertreffen volkswirtschaftliche Schäden durch Gesundheitsfolgen die Gesamterlöse. Auch um die Ziele des 2015 in Paris beschlossenen Klimaschutzvertrages zu erfüllen, die menschengemachte globale Erwärmung auf deutlich unter 2 °C zu begrenzen, ist weltweit ein Kohleausstieg bis etwa 2030 notwendig. Mit Stand 2015 hatte Kohle einen Anteil von 40,7 Prozent am weltweiten Strommix. In der Europäischen Union lieferte Kohle im Jahr 2020 etwa 13 % des Stroms und liegt damit deutlich hinter Wind- und Solarenergie mit ca. 20 %. Insgesamt halbierte sich der Kohlestromanteil seit 2015; alleine 2020 ging er um ein Fünftel zurück.
Im November 2021 wurden auf der UN-Klimakonferenz in Glasgow 2021 (COP 26) Schritte zur Abkehr von der Kohle diskutiert. Indien und China sorgten kurz vor Ende der Konferenz noch für eine deutliche Abschwächung der Formulierung zum Kohleausstieg.
Die Staaten werden aufgerufen, „ihre Bemühungen in Richtung eines Ausstiegs“ aus der Kohlenutzung zu beschleunigen und „ineffiziente Subventionen“ für fossile Energieträger zu beenden.

## Gründe
Mit der Nutzung von Kohle gehen massive negative externe Effekte einher, die in ihren Erzeugungskosten nicht abgebildet werden. Das bedeutet, dass Umweltkosten und Gesundheitskosten grundsätzlich von der Allgemeinheit und nicht von den Stromproduzenten oder den Stromkunden bezahlt werden, also externe Kosten. Hierzu zählen insbesondere der Treibhauseffekt durch die Emission von Kohlenstoffdioxid sowie die Schädigung von Umwelt und Gesundheit durch die Emission von Schadstoffen wie Ruß, Schwefeldioxid und Schwermetallen sowie Radionukliden.
Ein wichtiger Grund für einen Kohleausstieg ist, eine gravierende globale Erwärmung sowie deren Folgen zu verhindern. Kohle emittiert pro kWh deutlich mehr Kohlenstoffdioxid (CO2) als Erdöl oder Erdgas, wodurch sie überproportional zum Klimawandel beiträgt. Mit mehr als 10 Mrd. Tonnen CO2-Ausstoß im Jahr 2018 verursachen Kohlekraftwerke ca. 30 % der gesamten energiebedingten Kohlendioxidemissionen in Höhe von ca. 33 Mrd. Tonnen. Hinzu kommen zusätzliche 4,5 Mrd. Tonnen CO2-Emissionen durch weitere Nutzungsformen von Kohle außerhalb des Stromsektors.
Der Weltklimarat empfiehlt, die weltweite Energieversorgung schnell und grundlegend umzubauen. Auf die Kohleverstromung muss deswegen mittelfristig verzichtet werden. Soll das Zwei-Grad-Ziel mit einer Wahrscheinlichkeit von mehr als 50 % erreicht werden, dürfen im Zeitraum 2011 bis 2050 nach Daten des IPCC maximal zwischen 870 und 1.240 Gigatonnen (Mrd. Tonnen) Kohlenstoffdioxid freigesetzt werden. Umgerechnet auf die Reserven bedeutet dies, dass im globalen Kontext etwa ein Drittel der Ölreserven, die Hälfte der Erdgasreserven und mehr als 80 % der Kohlereserven nicht verbrannt werden dürfen.

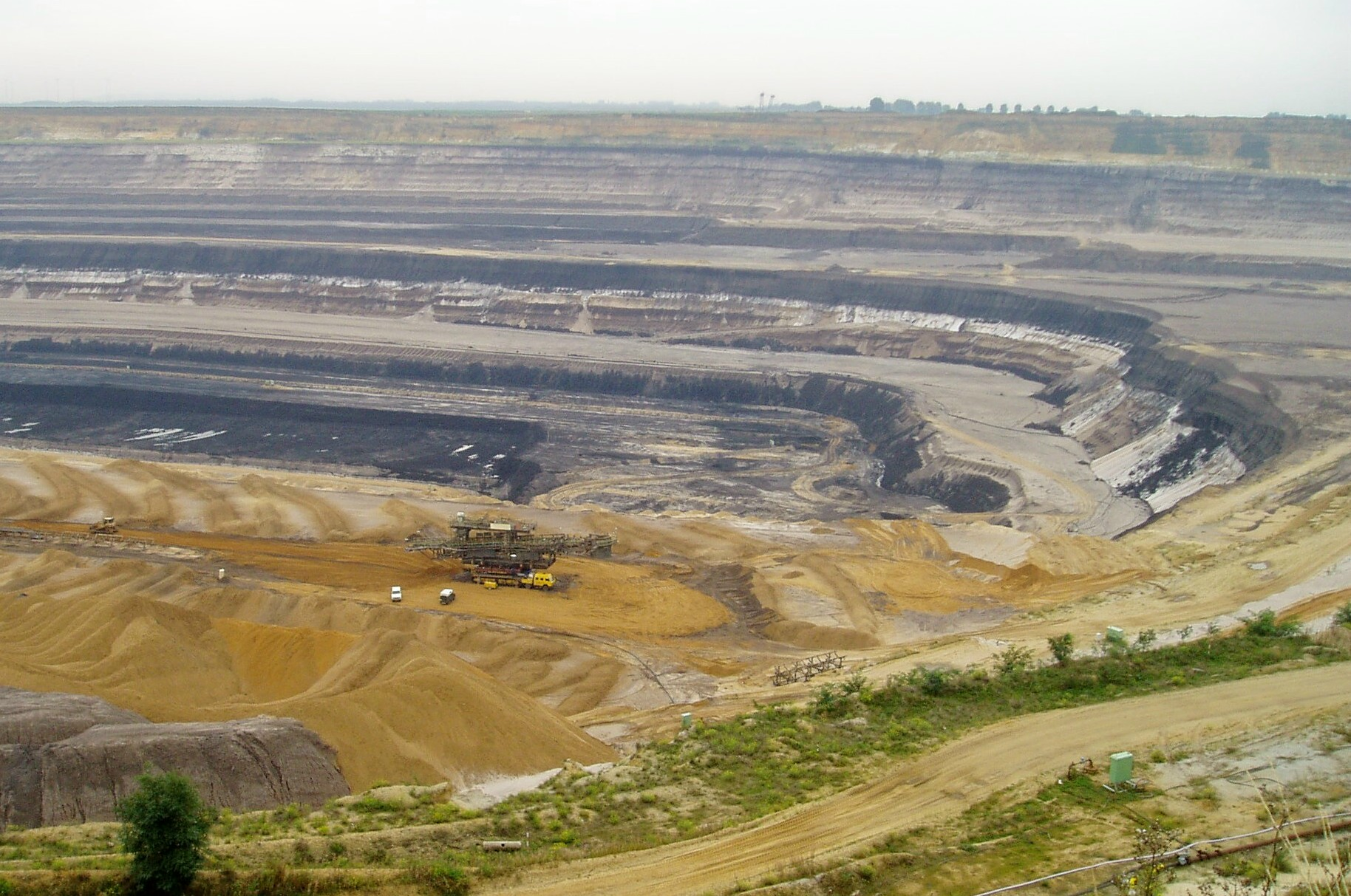
Im Rheinischen Braunkohlerevier erfolgen zur Förderung von Braunkohle massive Eingriffe in die Kulturlandschaft.

Bei der Verbrennung von Kohle werden außerdem viele gesundheitsschädliche Stoffe wie Feinstaub, Schwefeldioxid, Schwermetalle (z. B. Arsen und Quecksilber) sowie radioaktive Elemente (z. B. Uran und Thorium) emittiert. Vielerorts (insbesondere in China) tragen die emittierten Schadstoffe erheblich zur Luftverschmutzung und Smog bei. Weltweit sterben mehr als eine Million Menschen pro Jahr an von Kohlekraftwerken verursachter Luftverschmutzung; darunter waren 2018 ca. 390.000 vorzeitige Todesfälle durch Feinstaub der Kategorie PM2,5. Zusätzlich kommt es bei der Förderung von Kohle zu Eingriffen in die Landschaft, zu einer Änderung des Grundwasserspiegels und damit einhergehend zu schwerwiegenden negativen ökologischen und sozialen Folgen.
Für die USA wurden externe Kosten der Kohlestromerzeugung in Höhe von 175 bis 523 Mrd. US-Dollar pro Jahr ermittelt. Bei einem konservativ gerechneten wahrscheinlichen Mittelwert von 345 Mrd. Dollar ergeben sich Kosten in Höhe von 17,8 US-Cent pro verbrauchter Kilowattstunde. Nicht berücksichtigt wurden hierbei einige negative Folgeeffekte wie z. B. Umwelteffekte durch Freisetzung giftiger Chemikalien und Schwermetalle in die Umwelt, Eutrophierung von Gewässern durch Stickstoffeintrag, Folgeeffekte sauren Regens und ein Teil der Folgen der globalen Erwärmung.
Daneben entscheiden sich Unternehmen aus ökonomischen Gründen und/oder anderen Gründen dafür, Kohlekraftwerke zu schließen.

## Mittel
Mittel- bis langfristig muss die Kohleinfrastruktur und die Energieerzeugung zugunsten nicht-fossiler und CO2-freier Energieträger (insbesondere Erneuerbarer Energien) ersetzt werden. Ferner müssen wirtschaftspolitische Instrumente angewandt werden, welche dazu dienen die „wahren“ Kosten einer Technologie abzubilden. Zur Internalisierung der externen Kosten existieren verschiedene Möglichkeiten. Durch die Besteuerung von CO2-Emissionen durch eine CO2-Steuer oder eine Kohleabgabe können diese Kosten wieder eingepreist werden. Ebenfalls möglich ist die Einführung eines funktionierenden Emissionsrechtehandels. Ein solcher Mechanismus existiert in der EU mit dem EU-Emissionshandel, der allerdings wegen seiner klimapolitischen Wirkungslosigkeit stark kritisiert wird. So bieten die dort erzielten Preise für Emissionsrechte kaum Anreize zu einer Reduktion der Emissionen. Langfristig sollen solche Instrumente eine Verteuerung der Kohleverstromung bewirken, was wiederum zu einem Kohleausstieg führen könnte. Gleichzeitig sollen Gesundheitskosten und Umweltfolgekosten aber vermieden und die Allgemeinheit entlastet werden.
Kurzfristig können durch einen Umstieg von Kohle- auf Gaskraftwerke schnelle Emissionsreduzierungen erreicht werden, wie z. B. im Vereinigten Königreich erfolgreich gezeigt wurde. Insbesondere dort, wo bereits Gaskraftwerke vorhanden sind, die nur selten zum Einsatz kommen, erfordert ein solcher Umstieg keine lange Vorlaufzeit, sondern kann durch politische Entscheidungen wie die Einführung eines CO2-Preises binnen kurzer Zeiträume realisiert werden. Im Vereinigten Königreich gelang es z. B. in nur einem Jahr, 15 % der Stromerzeugung von Kohle auf Gas umzustellen, wodurch jährlich 25 Mio. Tonnen CO2-Emissionen eingespart werden können. Erreicht wurde dies durch die Einführung eines CO2-Preises in Höhe von 18 Pfund/Tonne. Da mit Gaskraftwerken aber keine tiefgreifende Dekarbonisierung der Stromerzeugung möglich ist, muss bei der Einführung solcher Maßnahmen darauf geachtet werden, dass der notwendige Ausbau CO2-freier Technologien wie erneuerbarer Energien nicht verlangsamt wird. Ansonsten würde der früh erzielte Klimaschutznutzen des Umstiegs von Kohle auf Gas durch die Emissionen neuer und der dann länger laufenden Gaskraftwerke zunichtegemacht. Auch in der EU ging die Kohlestromerzeugung im Jahr 2019 infolge des gestiegenen CO2-Preises, der die Kohleverstromung teurer macht, sowie des Ausbaus der erneuerbaren Energien um ca. 150 TWh zurück.
Ein weiteres Mittel ist die Nicht-Investition in Kohleunternehmen bzw. der Rückzug von Investitionen. Investitionen haben sich in den letzten Jahren von fossilen Brennstoffen wegverlagert. Das aus diesem Sektor abgezogene Investitionsvolumen (sog. Divestment) hatte sich im Jahr 2015 um den Faktor 50 erhöht, so die US-Beratungsfirma Arabella Advisors. Insbesondere Pensionsfonds und Privatinvestoren aus den USA, Großbritannien und Australien haben Investments aufgelöst; sie haben auf wirtschaftliche Risiken der Kohlenstoffnutzung und die höhere Wettbewerbsfähigkeit erneuerbarer Energien verwiesen. Die Versicherungskonzerne AXA und Allianz, der norwegische staatliche Ölfonds und die Rockefeller-Stiftung kündigten im Laufe des Jahres 2015 an, nicht mehr in Firmen zu investieren, die mit Kohle Geld verdienen. Laut der Website 350.org nehmen weitere Firmen an der Divestment-Bewegung teil. Auch 36 US-amerikanische Städte, 13 australische Städte, die Städte Münster, Oslo, Oxford (GB), Boxtel (NL), Dunedin (NZL) und andere haben angekündigt, nicht mehr in Kohle investieren zu wollen.
Die Allianz kündigte im Mai 2018 unter anderem an, ab sofort keine Einzelversicherungen für Kohlekraftwerke und den Kohleabbau mehr anzubieten.

## Länder und Institutionen

Weltkarte, die zeigt, welche Länder Null-Kohle-Zusagen gemacht haben und in welchem Jahr sie dies erreichen wollen

Weltweit nahm die Kohlenutzung bis 2013 deutlich zu. Dominierender Faktor hierbei, mit im Zeitraum 1999–2011 gegenüber 1971–1999 zunehmender Bedeutung, war die erhöhte Energienachfrage aufgrund des Wirtschaftswachstums. Das Wachstum der Weltbevölkerung stand mit in etwa gleichbleibendem Gewicht an zweiter Stelle. Hinzu kam ein deutlich gestiegener Anteil der Kohle im Energiemix im Zeitraum 1999–2011, vor allem durch steigenden Kohleverbrauch in armen wachstumsstarken Ländern Asiens. Hierin enthalten sind auch steigende Emissionen durch die Verlagerung emissionsintensiver Güterproduktion in diese Länder.
Beim G7-Gipfel auf Schloss Elmau 2015 vereinbarten die sieben teilnehmenden Industrieländer, bis zum Ende des Jahrhunderts aus fossilen Energien vollständig auszusteigen. Zugleich verlor der bis 2013/2014 herrschende weltweite Kohle-Boom an Dynamik: der Verbrauch stagnierte bzw. sank leicht ab. Zwischen 2010 und 2015 wurde nur ein Drittel der geplanten Kohlekraftwerke tatsächlich gebaut, zwei Drittel der Projekte wurden pausiert oder aufgegeben. Zudem haben große Investoren begonnen, sich aus dem Kohlegeschäft zurückzuziehen.
Im April 2017 kündigte Eurelectric, der Branchenverband von ca. 3.500 europäischen Energieversorgungsunternehmen, an, dass ab 2020 keine neuen Kohlekraftwerke in der EU gebaut würden. Dieser freiwilligen Selbstverpflichtung hätten sich alle Energieversorgungsunternehmen in der EU mit Ausnahme von Polen und Griechenland angeschlossen. Mit dieser Vereinbarung soll es möglich werden, die im Übereinkommen von Paris beschlossenen Klimaschutzziele zu erreichen. Bis 2050 soll demnach die europäische Elektrizitätsversorgung vollständig auf CO2-neutrale Produktion umgestellt werden.
Im November 2017 wurde auf der UN-Klimakonferenz in Bonn 2017 die Global Alliance to Power Past Coal vorgestellt, eine internationale Initiative, die sich für den weltweiten Kohleausstieg einsetzt. Ihr gehörten bei der Gründung etwa 20 Staaten an, darunter Kanada, Großbritannien, Italien, Frankreich und Mexiko. Ziel ist es, die Erderwärmung auf deutlich unter zwei Grad Celsius zu begrenzen. Dafür müssten die Industriestaaten bis ca. 2030 aus der Kohle aussteigen, der Rest der Welt bis 2050.
Ende 2018 einigten sich die EU-Staaten darauf, dass staatliche Subventionen für die Kohleverstromung spätestens bis zum Jahr 2025 abgeschafft werden.
Mit Stand Juli 2025 haben die sieben europäischen Staaten Belgien, Österreich, Schweden, Portugal, Vereinigtes Königreich, Slowakei und Irland den Kohleausstieg abgeschlossen. Italien, Spanien, Frankreich, Dänemark, Griechenland, Finnland, die Niederlande und Ungarn planen einen Ausstieg noch in den 2020er Jahren.
Im ersten Halbjahr 2020 wurden weltweit mehr Kohlekraftwerkskapazität stillgelegt als neu in Betrieb genommen wurde, sodass die global installierte Leistung von Kohlekraftwerken erstmals zurückging.

### Asien
2021 wurde ein Plan vorgestellt, in Kooperation von Privatwirtschaft und Entwicklungsbanken Kohlekraftwerke in Asien aufzukaufen. Durch Risikoabsicherungen sollten so geringere Margen für Investoren akzeptabel sein. Die Kapitalkosten können so in kürzerer Zeit eingespielt werden und die Kraftwerke schneller abgeschaltet werden.

### Belgien
Belgien stieg 2016 aus der Kohleverstromung aus. Nachdem die Regierung 2009 einen Antrag zum Bau eines neuen Kraftwerks in Antwerpen abgelehnt hatte, verfeuerte das Kraftwerk Langerlo im März 2016 die letzte Kohle.

### China

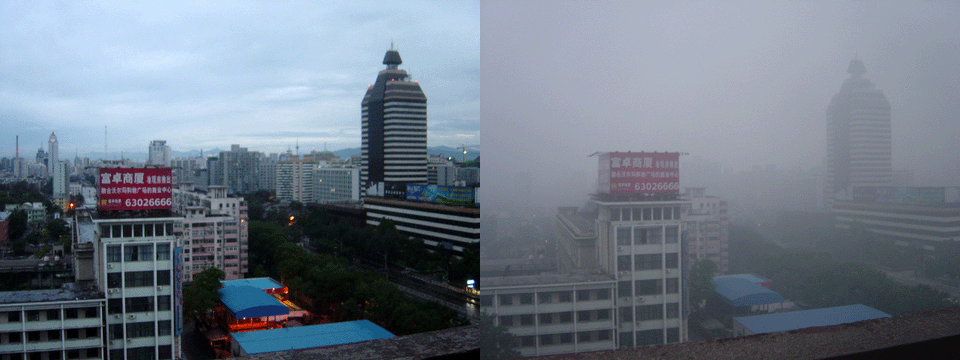
Der u. a. durch Emissionen von Kohlekraftwerken verursachte Smog in den Großstädten Chinas stellt ein schwerwiegendes Umwelt- und Gesundheitsproblem dar, hier am Beispiel Pekings an zwei verschiedenen Tagen im August 2005

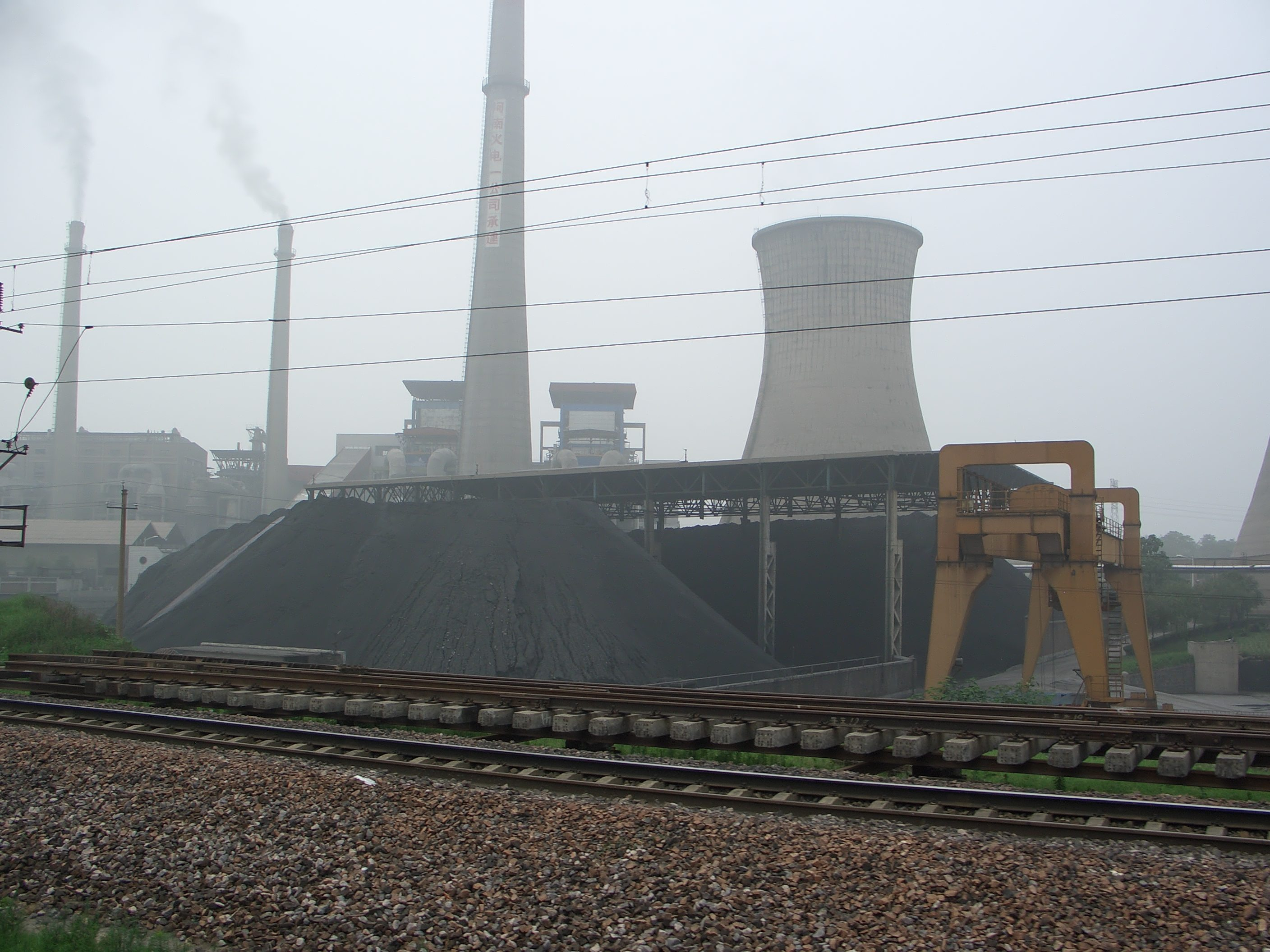
Kohlekraftwerk in China

Kohle ist Chinas wichtigster Energieträger. 2015 lag der Anteil am chinesischen Gesamtenergieverbrauch bei 64,4 %, wobei dieser Anteil seit Jahren rückläufig ist, da der Kohleverbrauch weniger stark wächst als andere Energieträger. Im Stromsektor lag der Anteil der Kohle 2007 noch bei 83 %, bis 2015 fiel der Anteil mit dem wachsenden Anteil erneuerbarer Energien und der Kernenergie auf 72 %. 2013 erreichte der Kohleverbrauch in China auch in absoluten Zahlen seinen Höchststand (eine andere Statistik nennt 2014), anschließend fiel der Verbrauch (2014 um 2,9 %, 2015 um 3,6 %). Da dieser Rückgang des Kohleverbrauchs trotz eines Wirtschaftswachstums von 7,3 bzw. 6,9 % erzielt wurde, womit das Wachstum vom Kohleverbrauch entkoppelt wurde, wird dieser Rückgang von einem Teil der Forscher als eine dauerhafte Trendwende in der chinesischen Energiepolitik sowie ein wichtiger Schritt bei den weltweiten Klimaschutzbemühungen betrachtet.
Ein wichtiges Motiv für die Reduzierung des Kohleanteils an der chinesischen Energiebilanz sind die erheblichen gesundheitlichen Folgen der Kohleverbrennung. 2013 starben in China insgesamt ca. 1,6 Millionen Menschen an Luftverschmutzung, wobei ein großer Teil davon durch die Energieversorgung verursacht wurde. Insbesondere nach dem „Verschmutzungsschock“ 2013 und 2014, als teilweise Hunderte Millionen Chinesen unter starkem Smog und Feinstaubbelastung litten und aufgrund dessen die Luftverschmutzung ein großes ökonomisches und soziales Thema in dem Staat war, wurden die Bemühungen intensiviert und eine Reihe von Maßnahmen hin zu einem umweltfreundlicheren Energiesystem eingeleitet. So wurde unter anderem ein Plan verabschiedet, die Feinstaub- und Smogbelastung zu reduzieren; zudem wurde in besonders stark belasteten Regionen ein Neubauverbot für Kohlekraftwerke erlassen und für 2015 die Einführung der Euro-5-Norm im Verkehrssektor festgelegt, um Fahrzeuge mit besonders hoher Luftverschmutzung von den Straßen zu entfernen. 2014 wollten 12 von 34 chinesischen Provinzen ihren Kohleverbrauch reduzieren. Während 2013 der Kohleverbrauch noch um 3,75 % zugenommen hatte, sank er 2015 um denselben Prozentsatz. National trat die Euro-5-Norm 2017 in Kraft. Bis 2030 soll zudem der Anteil der Kohle am gesamten Energieverbrauch von 66,6 % auf unter 50 % fallen, während der Anteil der erneuerbaren Energien von knapp 10 % im Jahr 2012 auf 25 % im Jahr 2030 gesteigert werden soll. Das Erreichen dieser Ziele hätte neben der Reduzierung der Umweltverschmutzung auch deutlich rückläufige Treibhausgasemissionen zur Folge. Gerade im Norden Chinas beruht ein erheblicher Teil der Emissionen aus der Verbrennung von Kohle auch auf Kohleheizungen welche dort noch immer oft im Einsatz sind.
Chinas Staats- und Parteichef Xi Jinping hat in der UN-Generaldebatte im September 2021 per Videobeitrag angekündigt, China würde zukünftig keine Kohlekraftwerke im Ausland mehr bauen.

### Dänemark
Dänemark erzeugte 1984 noch 86 % seines Stroms aus Kohle. Am 29. Juni 2018 legte die Regierung im Energie-Übereinkommen fest, bis 2030 aus der Kohleverstromung auszusteigen. Am 23. März 2021 meldete Beyond Coal, dass die dänische Regierung den Kohleausstieg um zwei Jahre auf 2028 vorzieht.

### Deutschland
In Deutschland setzte die Bundesregierung im Juni 2018 die Kommission für Wachstum, Strukturwandel und Beschäftigung ein, die einen Plan und ein Datum für einen Kohleausstieg erarbeiten sollte. Am 26. Januar 2019 hat die Kohlekommission den Kohleausstieg bis spätestens 2038 beschlossen.
Am 16. Januar 2020 wurde im Rahmen einer Bund-/Länder-Einigung zum Kohleausstieg die Grundlage für ein Kohleausstiegsgesetz, welches das Ende der Kohleverstromung bis 2038 regeln soll, gelegt. Dem vorausgegangen waren mehrere Gesetzesentwürfe für die Reduzierungen im Bereich der Steinkohle sowie monatelange Verhandlungen mit Braunkohlekonzernen, vor allem RWE und der LEAG. Die Grundlage der Einigung bildeten die Beschlüsse der Kommission für Wachstum, Strukturwandel und Beschäftigung, beschlossen wurden unter anderem der Erhalt des Hambacher Forst, ein geordneter Stilllegungspfad bis 2038, der eine Stilllegung von circa 2,8 Gigawatt bis Ende 2022 sowie eine weitere Stilllegung von 5,7 Gigawatt Kraftwerksleistung bis Ende 2029 enthält, sowie die Überprüfung der nach 2030 vorgesehenen Stilllegungen an den Revisionszeitpunkten 2026 und 2029, um die Kohleverstromung wenn möglich schon 2035 zu beenden.
Umweltverbände kritisierten, dass zentrale Beschlüsse der Kohlekommission nicht umgesetzt wurden und sprachen deshalb u. a. von einer „Aufkündigung des Kohle-Kompromisses“. So gebe es entgegen der Vereinbarung unter anderem keinen Überprüfungstermin im Jahr 2023, das Kraftwerk Datteln 4 dürfe ans Netz und die Hälfte der Braunkohlekapazität würde erst zwischen 2035 und 2038 abgeschaltet. Kai Niebert, Präsident des Deutschen Naturschutzrings, kritisierte, dass die beim Braunkohleausstieg erfolgte Abweichung vom Kohlekommissionskompromiss zu Mehremissionen von ca. 180 Mio. Tonnen Kohlendioxid führen würde, und erklärte, er fühle sich von der Regierung „schlichtweg betrogen“. Auch die Ökonomin Barbara Praetorius, die eine der vier Vorsitzenden der Kohlekommission war, äußerte, der von der Regierung präsentierte Plan weiche „in wichtigen Punkten“ von den Vorschlägen der Kommission ab und kündige den dort geschlossenen Kompromiss auf. Kritisiert wurde außerdem die mehrmonatige Verzögerung der Beschlüsse, die Regierung brauchte zur Beschlussfassung seit der Bekanntgabe der Ergebnisse durch die Kommission für Wachstum, Strukturwandel und Beschäftigung über ein Jahr.

#### Rahmenbedingungen
Zentrale Elemente der Energiewende in Deutschland sind der Atomausstieg und der verstärkte Einsatz erneuerbarer Energien. Gefördert wird der Ausbau der erneuerbaren Energien mit dem Erneuerbare-Energien-Gesetz (EEG), das garantiert, dass Strom aus erneuerbaren Quellen bevorzugt ins Stromnetz eingespeist wird. Als Ziel dieses Gesetzes wurde definiert:

„insbesondere im Interesse des Klima- und Umweltschutzes eine nachhaltige Entwicklung der Energieversorgung zu ermöglichen, die volkswirtschaftlichen Kosten der Energieversorgung auch durch die Einbeziehung langfristiger externer Effekte zu verringern, fossile Energieressourcen zu schonen und die Weiterentwicklung von Technologien zur Erzeugung von Strom aus Erneuerbaren Energien zu fördern.“

Zudem wurde die Internalisierung externer Kosten der konventionellen Energieerzeugung als wichtiges Ziel der Energiepolitik betont. Eine begleitende Erklärung führte u. a. aus, dass die sozialen und ökologischen Folgekosten der konventionellen Energiegewinnung nicht von den Betreibern getragen würden, sondern von der Allgemeinheit, den Steuerzahlern und zukünftigen Generationen und das EEG diese Wettbewerbsnachteile faktisch nur kompensiere. 2010 beschloss der Bundestag, den Anteil der Erneuerbaren Energien am Stromverbrauch bis 2050 auf 80 % zu steigern, den Primärenergieverbrauch im selben Zeitraum verglichen mit dem Jahr 2008 um 50 % zu senken und den Treibhausgasausstoß in Einklang mit den EU-Zielen um 80 bis 95 verglichen mit dem Jahr 1990 zu reduzieren. Dies ist nur mit einem vollständigen Kohleausstieg realisierbar.
Deutschland wird seine für 2020 selbst gesteckten Klimaschutzziele voraussichtlich verfehlen, sofern nicht der Ausstieg aus der Kohleverstromung eingeleitet wird. 2017 wurde angenommen, dass das Klimaziel um etwa 100 Mio. Tonnen Kohlendioxid verfehlt wird. Kohlekraftwerke verursachen etwa 80 % der deutschlandweiten Emissionen des Kraftwerkssektors und gelten deswegen als zentraler Ansatzpunkt, um die nötige Emissionsreduzierung kurzfristig zu erreichen. Würden bis Ende 2019 die ältesten 20 Braunkohlekraftwerksblöcke mit einer Gesamtleistung von 8,4 GW abgeschaltet, könnten ca. 50 Mio. Tonnen Kohlendioxid/Jahr vermieden werden; die Emissionslücke könnte damit etwa halbiert werden. Laut einer im November 2017 veröffentlichten Studie, die von Mitarbeitern des Bundeswirtschaftsministeriums sowie der Bundesnetzagentur verfasst wurde, könnte Deutschland sofort 7 GW an Kohlekraftwerksleistung abschalten, was etwa 12 bis 15 mittelgroßen Kohlekraftwerksblöcken entspräche. Damit läge 2020 die installierte Leistung immer noch 18 GW über der Jahresspitzenlast, 2023 nach Abschaltung der letzten drei Kernkraftwerke noch 11 GW über dieser. Mit diesem Überschuss könnten auch bei etwaigen Ausfällen von Kraftwerken, steigendem Stromverbrauch durch die Elektromobilität u. ä. die Versorgungssicherheit Deutschlands gewährleistet werden. Eine gewisse Stilllegung von Kohlekraftwerke könnte sich sogar förderlich auf die Versorgungssicherheit auswirken. Später hat sich das Bundeswirtschaftsministerium von der Studie distanziert. Eine im August 2018 vom Bundesverband der Energie- und Wasserwirtschaft (BDEW) veröffentlichte Analyse auf Basis von Daten des europäischen Netzbetreiberverbandes ENTSO-E und des Joint Research Centers (JRC) der Europäischen Union kommt zu dem Ergebnis, dass die angenommenen Überkapazitäten in Deutschland und dessen Anrainerstaaten bislang um den Faktor 3–4 zu hoch angesetzt seien.
Durch Inkrafttreten neuer EU-Schadstoffgrenzwerte für Kraftwerke ab 2021 müssen EU-weit etwa ein Drittel aller Kohlekraftwerke geschlossen oder mit moderner Filtertechnik nachgerüstet werden. Dies gilt insbesondere für Braunkohlekraftwerke wie z. B. das Kraftwerk Jänschwalde.
Laut genehmigtem Rahmenbetriebsplan der RWE für den Tagebau Garzweiler im Rheinischen Braunkohlerevier in Nordrhein-Westfalen endet der Abbau im Jahr 2045. Die ehemalige rot-grüne Landesregierung (Kabinett Kraft II, 2012 bis 2017) erachtete den Abbau von Braunkohle bis 2030 für notwendig.

#### Studien zu ökologischen Folgen
Ende 2015 stellte die Denkfabrik Agora Energiewende einen Plan für einen Kohlekonsens analog zum Atomkonsens vor, der mit den Kraftwerksbetreibern einen einvernehmlichen Ausstieg aus der Kohle bis 2040 regeln sollte. Dieser Plan basiert auf dem 2-Grad-Ziel. Im Juni 2016 zeigte die HTW Berlin in einer Studie, dass der Kohleausstieg zum Erreichen der Pariser Klimaschutzbeschlüsse und zur Begrenzung des globalen Temperaturanstiegs auf 1,5 °C bereits bis spätestens 2030 abgeschlossen sein sollte.
Laut einer 2017 in der Fachzeitschrift Energy erschienenen Studie könnte ein beschleunigter Kohleausstieg dazu beitragen, die Klimaschutzziele Deutschlands bis 2020 doch noch zu erreichen, allerdings reicht der Kohleausstieg alleine hierfür nicht aus. Die Erfüllung der Ziele gilt bisher als unwahrscheinlich. Die Bevölkerung in Deutschland steht der Kohleverstromung weitgehend ablehnend gegenüber, wobei die Ablehnung in den letzten Jahren weiter stieg. Ein Kohleausstieg wird von einem Großteil der Bevölkerung befürwortet. 17,7 % der Deutschen sprachen sich demnach für einen sofortigen Kohleausstieg aus, 32,3 % für einen Kohleausstieg bis 2020, 28,9 % für einen Ausstieg bis 2030 und 7,6 bzw. 4,7 % für einen Kohleausstieg bis 2040 respektive 2050. 8,8 % der Bevölkerung lehnen einen Kohleausstieg ab.
Im Oktober 2017 veröffentlichte der Sachverständigenrat für Umweltfragen eine Stellungnahme mit dem Titel „Kohleausstieg jetzt einleiten“, in der er einen raschen Kohleausstieg in Deutschland forderte. Dieser Kohleausstieg solle sofort beginnen und in den 2030er Jahren abgeschlossen werden. Um die Ziele des Pariser Klimaschutzabkommens einzuhalten, sollten den Forschern zufolge die Wirtschaft bis 2050 praktisch kohlenstoffneutral sein und alle deutschen Kohlekraftwerke insgesamt ein verbleibendes Restbudget von maximal 2 Mrd. Tonnen Kohlenstoffdioxid freisetzen. Um dieses Restbudget am sinnvollsten nutzen zu können, leiten sie ab, dass der Kohleausstieg sehr schnell eingeleitet werden müsse und bis 2020 die ältesten und emissionsintensivsten Kraftwerke abgeschaltet werden sollten. Die verbleibenden moderneren Kohlekraftwerke sollten zwischen 2020 und 2030 mit geringerer Auslastung pro Jahr betrieben werden, sodass einerseits die Emissionen gesenkt werden, parallel aber die gesicherte Leistung vorhanden bleibt. In den 2030er Jahren auch diese Kraftwerke stillgelegt werden und die Versorgungssicherheit dann durch erneuerbare Energien in Kombination mit Speicherkraftwerken gesichert werden. Zusätzlich empfahl der SRU die Bildung einer „Kohlekommission“, die einen konkreten Ausstiegsfahrplan aus der Kohlenutzung erarbeiten soll. Hierbei sollen auch die sozialen und wirtschaftlichen Folgen für die ca. 20.000–30.000 Arbeitsplätze in der Kohlebranche berücksichtigt werden. Um sicherzustellen, dass der Kohleausstieg tatsächlich zu sinkenden Emissionen führt, sind begleitende Maßnahmen wie die Einführung eines Mindestpreises für Kohlendioxid oder die Löschung von Zertifikaten im Europäischen Emissionshandelssystem notwendig.

#### Studien zu ökonomischen Folgen
Laut einer im Oktober 2019 veröffentlichten Studie von Oliver Wyman könnten die Großhandelspreise für Strom bis 2022 durch den Kohleausstieg steigen – von durchschnittlich rund 40 Euro pro Megawattstunde im Jahr 2018 auf dann mehr als 65 Euro. Die Stromimporte aus dem Ausland könnten sich im selben Zeitraum mehr als verdoppeln. Danach könnten sich die Strompreise wieder reduzieren, jedoch wird auch für 2038 (das Jahr, in dem der Kohleausstieg vollendet sein soll) noch mit 25 % höheren Börsenstrompreisen im Vergleich zum derzeitigen Preisniveau gerechnet. Allerdings wird auch darauf hingewiesen, dass die Erzeugung und der Vertrieb von Strom nur rund ein Fünftel des Endkundenpreises ausmachen.
Eine im August 2019 vom Energiewirtschaftlichen Institut an der Universität zu Köln im Auftrag des Wirtschaftsministeriums von Nordrhein-Westfalen veröffentlichte Studie kommt zum Schluss, dass die Strompreise bis 2030 auf rund 58 Euro pro Megawattstunde steigen. Die Strompreise steigen durch den Kohleausstieg um bis zu 3,30 Euro pro Megawattstunde stärker als in einem Szenario ohne Kohleausstieg. Gründe hierfür sind höhere Brennstoffkosten sowie kostspielige Stromimporte.

#### Politische Diskussion

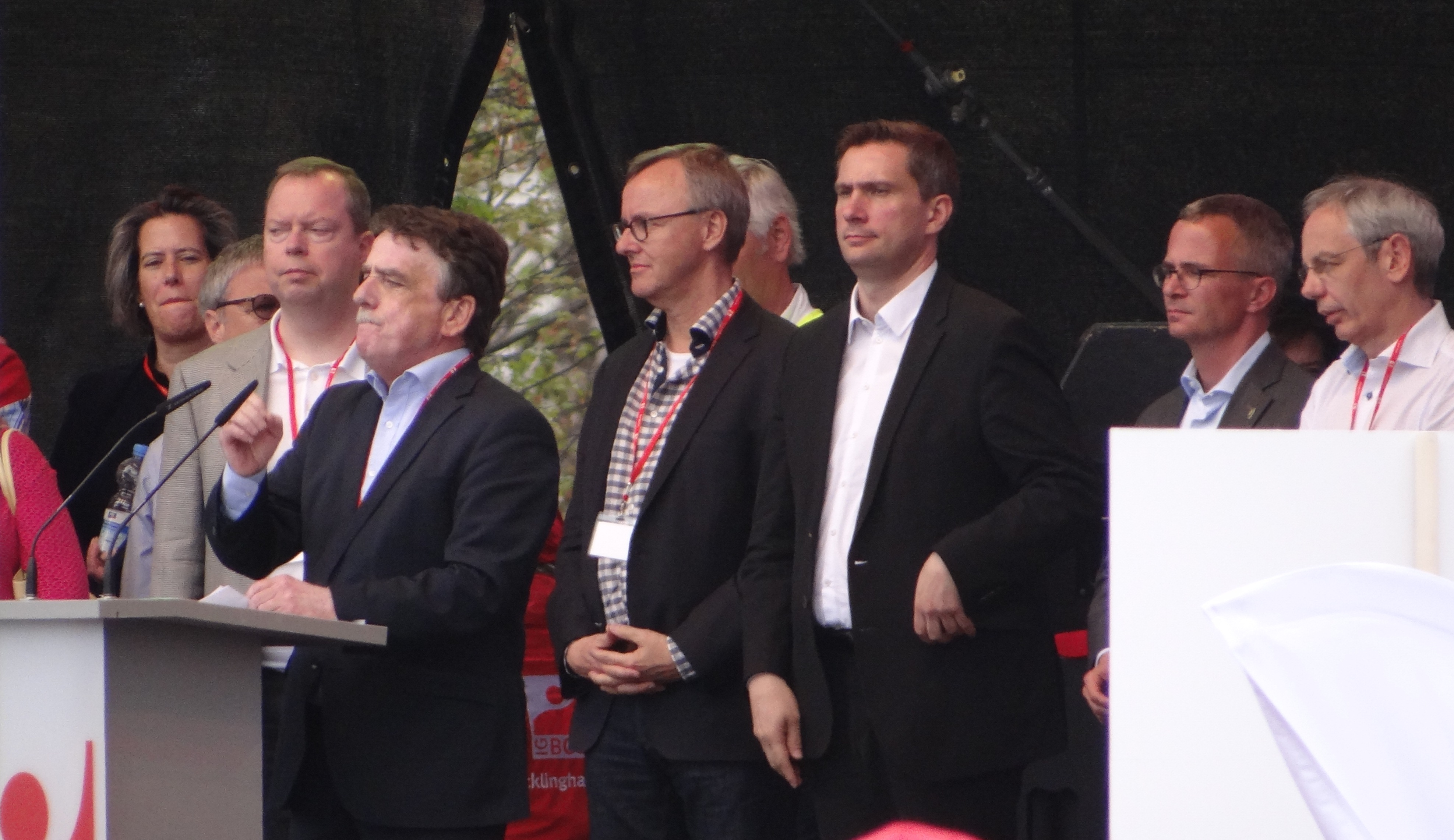
Demo gegen den Kohleausstieg: Landesminister (Groschek, Dulig, Gerber), Gewerkschafter (IG BCE, Verdi) und RWE-Manager am 25. April 2015 in Berlin

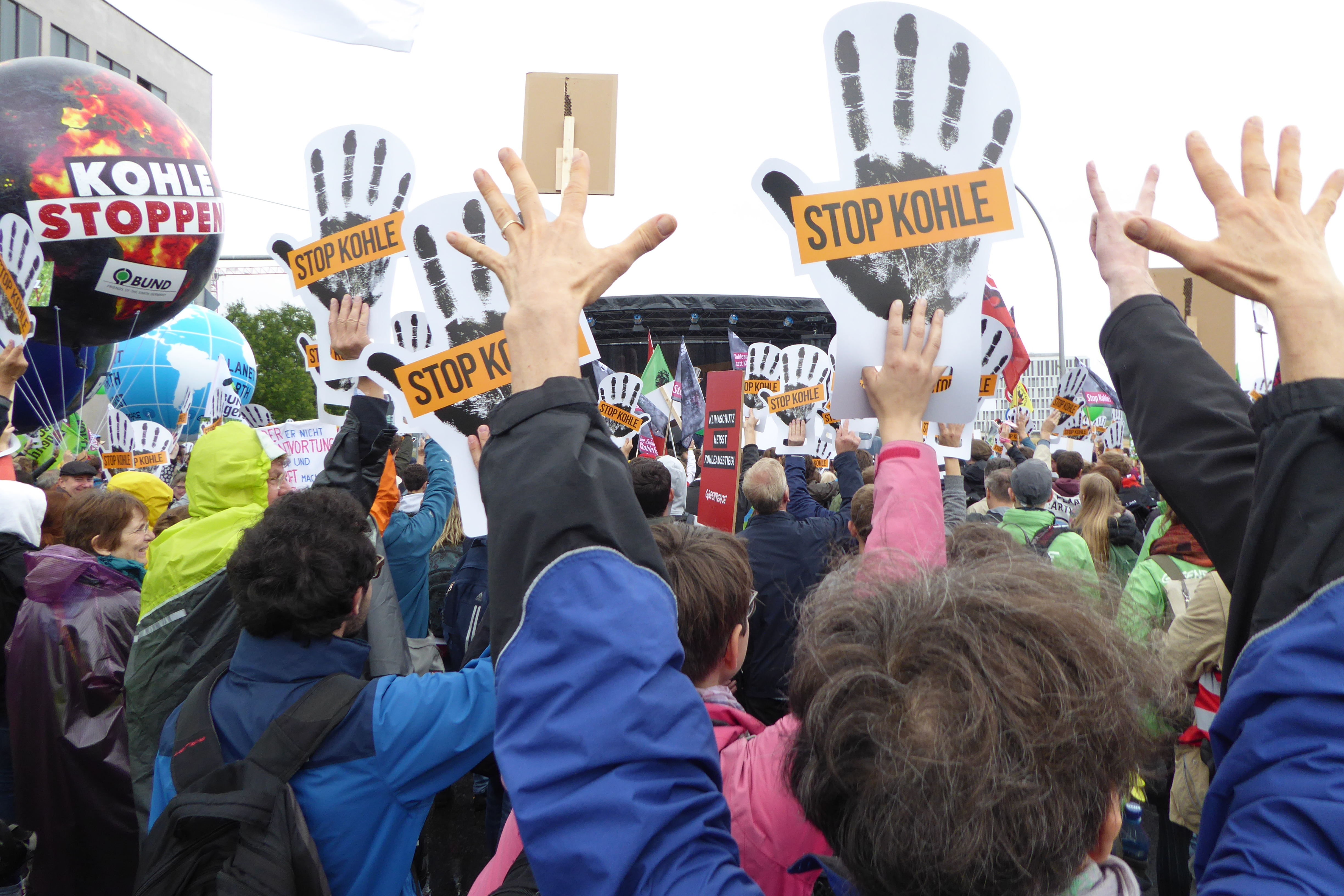
Demonstration „Stopp Kohle!“ im Vorfeld der ersten Sitzung der Kohlekommission am 26. Juni 2018

Im Koalitionsvertrag 2013 der großen Koalition (Kabinett Merkel III) wurde die Kohle als Brückentechnologie bis zur Umstellung auf Erneuerbare Energien bezeichnet. Dieser Vertrag enthält unter anderem den Satz: „Die konventionellen Kraftwerke (Braunkohle, Steinkohle, Gas) als Teil des nationalen Energiemixes sind auf absehbare Zeit unverzichtbar.“ Der Satz wurde von Ulrich Freese in den Koalitionsvertrag eingebracht. Freese ist Gewerkschafter (IG BCE), SPD-Bundestagsabgeordneter und Mitglied des Aufsichtsrats von Vattenfall; er ist seit langem ein Lobbyist der Kohleindustrie, speziell der Braunkohleindustrie.
Bundeswirtschafts- und Energieminister Sigmar Gabriel stellte Mitte 2015 den Nationalen Klimaschutzbeitrag für Kraftwerke vor. Dieser sollte bewirken, dass im Stromsektor weitere 22 Mio. Tonnen CO2 zusätzlich eingespart werden, um die Klimaziele für 2020 zu erreichen. Ein Kohleausstieg war jedoch nach Aussage des BMWi ausdrücklich nicht Ziel des Klimaschutzbeitrages. Andere Akteure aus Politik, Wissenschaft und Zivilgesellschaft betonten jedoch, dass ein Kohleausstieg integraler Bestandteil der Energiewende sei und es diesen zu gestalten gelte. Ein Ausstieg aus der Kohleverstromung zu einem späteren Zeitpunkt, würde die Kohlereviere umso abrupter und schmerzhafter treffen. Die Gegner eines Kohleausstiegs machten und machen im Rahmen der Diskussion um den Klimaschutzbeitrag mobil: Am 25. April 2015 organisierten die Gewerkschaften IG BCE und Verdi eine Demonstration, an der neben 15.000 Beschäftigten der Braunkohleindustrie auch Unternehmensvertreter sowie Landes- und Kommunalpolitiker teilnahmen. Die Gewerkschaft IG BCE fährt auch eine Plakat- und Anzeigenaktion gegen einen Kohleausstieg in Deutschland. Der Nationale Klimaschutzbeitrag wurde auf Druck einer starken Lobby beerdigt. Stattdessen wurde das Gesetz zur Weiterentwicklung des Strommarktes mit Kapazitätsreserve, Netzreserve und Sicherheitsbereitschaft verabschiedet.
Mehrfach gab es Demonstrationen der Anti-Kohlekraft-Bewegung gegen Kohleverstromung, beispielsweise im August 2014 in Form einer Menschenkette mit ca. 7500 Teilnehmern von Brandenburg bis Polen.
Im Jahr 2016 änderte die Gewerkschaft Verdi den Kurs und ließ in einer Studie den Kohleausstieg durchrechnen und kommt zu dem Schluss, dass ein sozialverträglicher Ausstieg machbar und finanzierbar sei. Kurz darauf stellten die Grünen ihren „Fahrplan für den Kohleausstieg“ vor.
Laut einer repräsentativen Meinungsumfrage, die im November 2017 veröffentlicht wurde, wünschen sich 76 % der Deutschen, dass die zukünftige Bundesregierung einen schrittweisen Kohleausstieg einleitet, damit die Klimaziele noch erfüllt werden können. Für diesen Kohleausstieg sprachen sich Anhänger aller Parteien mehrheitlich aus. Die höchste Zustimmung fand sich bei Wählern der Grünen mit 99 %. Ebenfalls sprachen sich 81 % der SPD-Anhänger, jeweils 75 % der Anhänger der Union und der Linken sowie 70 % der Anhänger von FDP und AfD für einen Kohleausstieg aus.
Nach einer im September 2018 von TNS Emnid durchgeführten Umfrage befürworten 73 % der Deutschen einen Kohleausstieg, der bis spätestens 2030 abgeschlossen sein soll. 46 % befürworten einen Kohleausstieg bis zum Jahr 2025. Dabei war bei den Unterstützern der CDU und der SPD die Zustimmung für einen Kohleausstieg mit mehr als 80 % überproportional hoch. 2 % der Bevölkerung befürworteten einen Kohleausstieg nach 2040, 12 % sprachen sich gegen einen Kohleausstieg aus. Zudem lehnen 75 % der Deutschen die Rodung des Hambacher Forsts für die Braunkohlegewinnung ab und befürworten stattdessen einen verordneten Rodungsstopp durch die Bundesregierung.

#### Regionalpolitische Entscheidungen
Der Senat des Landes Berlin beschloss im Oktober 2017, bis 2030 aus der Verstromung von Kohle auszusteigen.
Im Juli 2018 beschlossen auch die Stadtwerke Cottbus, aus der Braunkohleverstromung auszusteigen und ein neues Gaskraftwerk zu bauen, das spätestens 2022 in Betrieb genommen werden soll.

#### Energiewirtschaftliche Praxis in der jüngsten Vergangenheit: Emissionszertifikatehandel, Subventionen
Im Sommer 2019 kam es in Deutschland infolge gestiegener Zertifikatskosten im europäischen Emissionshandel und zugleich niedriger Gaspreise zu einem Umstieg von Kohle auf erneuerbare Energien und Erdgas, bei dem Kohlekraftwerke verstärkt aus dem Markt gedrängt wurden. Die Stromerzeugung aus erneuerbaren Energien und Gaskraftwerken stieg infolgedessen um ca. 10 bzw. ca. 50 %, während die Stromerzeugung aus Steinkohlekraftwerken um etwa 50 % fiel. Gleichzeitig ging die Produktion von Braunkohlekraftwerken um mehr als ein Drittel zurück. Parallel zu dieser wirtschaftlich bedingten Verschiebung der Produktionsreihenfolge verschiedener Kraftwerksarten verringerten sich die Stromexporte ins Ausland. Generell wird davon ausgegangen, dass es ab ca. 35 Euro Zertifikatskosten pro Tonne Kohlendioxid zu einer Verschiebung in der Merit-Order in Richtung Gaskraftwerke kommt. Bei einem Preisniveau von ca. 45 bis 55 Euro/Tonne könnten Gaskraftwerke sowohl Stein- als auch Braunkohlekraftwerke aus dem Strommix verdrängen. Auch ein Abbau klimaschädlicher Subventionen könnte dazu beitragen, die Kohlekraftwerke schnell unwirtschaftlich zu machen.

#### Ausblick: Stilllegung von Kohlekraftwerken
Für die verschiedenen Kohlekraftwerksblöcke gibt es Planungen, wie lange sie voraussichtlich noch in Betrieb sein werden. Der späteste Stilllegungszeitpunkt ist der 31. Dezember 2038.
Am 17. Juni 2024, acht Tage nach der Europawahl 2024 in Deutschland und einige Wochen vor Landtagswahlen in Sachsen und in Thüringen (1. September) und in Brandenburg (22. September 2024), veröffentlichte das Bundesministerium für Wirtschaft und Klimaschutz folgendes:
"Die Bundesregierung wird keine politischen Bemühungen unternehmen, um diese gesetzliche Frist zu verändern."
Das Kabinett Scholz gab damit einen politisch forcierten, bundesweit vorgezogenen Kohleausstieg im Jahr 2030 auf. Es beendete einen lähmenden Streit mit den Ländern Brandenburg, Sachsen und Sachsen-Anhalt. Dort liegen das Lausitzer und das Mitteldeutsche Revier.
→ Zu Einzelheiten siehe: Stilllegungspfade von Braunkohle- und Steinkohlekraftwerken

### Finnland
Die finnische Regierung brachte im November 2016 einen Plan ins Parlament, der einen Kohleausstieg bis 2030 beinhaltet. Im Februar 2019 wurde als spätester Ausstiegstermin der 1. Mai 2029 festgelegt.
2020 stammten 4,4 % des in Finnland erzeugen Stroms aus Kohle.
Finnland war eines von etwa 20 Ländern, die auf dem COP23-Klimagipfel im November 2017 die Powering Past Coal Alliance gründeten.

### Frankreich
Frankreich plant den Ausstieg aus der Kohle für 2027.
2016 hatte der damalige Präsident François Hollande angekündigt, die französischen Kohlekraftwerke bis 2023 vom Netz zu nehmen. Der französische Präsident Emmanuel Macron verkündete bei der UN-Klimakonferenz in Bonn 2017, dass Frankreich bis 2021 alle Kohlekraftwerke des Landes schließen wolle. 2021 wurde jedoch bekannt, dass das Kraftwerk in Cordemais (Centrale thermique de Cordemais) frühestens 2024 die Verbrennung von Kohle einstellen kann. Davor war geplant, das Kraftwerk auf Biomasse-Feuerung umzustellen, hauptsächlich aus Reststoffen. Das Projekt scheiterte vornehmlich aus Kostengründen. Nach Stilllegung des Kraftwerkes sollte die fehlende elektrische Energie vom neuen Atomreaktor Flamanville 3 ersetzt werden.

### Griechenland
Während des UN-Klimagipfels 2019 verkündete der griechische Premierminister Kyriakos Mitsotakis den Ausstieg aus der Kohleförderung und -verstromung bis 2028. Zu diesem Zeitpunkt betrug der Kohlestromanteil noch 31 %. Die meisten Kohlekraftwerke sollen bereits bis 2023 stillgelegt werden, lediglich der noch im Bau befindliche Kraftwerksblock Ptolemaida V darf bis 2028 am Netz bleiben. Am 22. April 2021 meldete Beyond Coal, dass Griechenland seinen Kohleausstieg wegen gestiegener Kosten für Emissionsrechte auf das Jahr 2025 vorzieht.

### Republik Irland
Im Juli 2018 verpflichtete das Unterhaus der Republik Irland per Gesetz den Staatsfonds Irish Strategic Investment Fund, innerhalb der kommenden fünf Jahre all seine Investitionen in Kohle, Öl und Gas aufzugeben. Im Juli 2025 beendete das Kohlekraftwerk Moneypoint im Country Clare die Kohleverfeuerung, damit ist der Kohleausstieg in Irland abgeschlossen.

### Italien
Am 24. Oktober 2017 legte Carlo Calenda, damals Industrieminister im Kabinett Gentiloni, im italienischen Parlament einen Entwurf einer neuen Energiestrategie inklusive Kohleausstieg bis 2025 vor. Die Regierung beschloss die Strategie am 10. November 2017. Aus der Atomkraft stieg Italien bereits rund 19 Monate nach der Katastrophe in Tschernobyl aus. 15 Prozent des Stroms kamen 2017 aus Kohlekraftwerken, 2018 waren es noch 9,3 Prozent und Mitte 2019 lieferten 12 Kohlekraftwerke etwa 10 % des Bedarfs.

### Kanada
Einen vollständigen Ausstieg aus der Verstromung von Kohle hat bisher die kanadische Provinz Ontario durchgeführt, als 2014 das letzte Kohlekraftwerk auf die Verfeuerung von „Advanced Wood Pellets“ (AWP) umgestellt wurde. Der Prozess zum Verzicht auf Kohlestrom wurde im Jahr 2003 eingeleitet. Damals war in Ontario eine Kraftwerksleistung von 7.500 Megawatt am Netz, was einem Viertel der Kapazität insgesamt entsprach. Die Stromversorgung von Ontario basiert mittlerweile im Wesentlichen auf Kernenergie (ca. 54 %) und Wasserkraft (ca. 26 %). Die kanadische Regierung will bis 2030 aus der Kohleverstromung aussteigen.

### Neuseeland
Im Jahr 2014 deckte Neuseeland bereits fast 80 % seines Elektrizitätsbedarfes mit erneuerbaren Energien; bis 2025 sollte der Anteil auf 90 % steigen.

Am 6. August 2015 kündigte der Kraftwerksbetreiber Genesis Energy Limited an, die letzten beiden großen Kohleblöcke Neuseelands im Kraftwerk Huntly bis 2018 zu schließen, womit Neuseeland den vollständigen Ausstieg aus der Kohleverstromung vollzogen hätte.

Aufgrund Trockenheit und Gasmangels wurde 2021 eine zusätzliche Einheit ausgemottet, so dass nun wieder 3 der ehemals 4 Kohle/Gas-Kombiblöcke zur Verfügung stehen.

2023 lag der Anteil der Kohle bei 1,16 %. Der Kohleausstieg ist nun für 2030 vorgesehen.

### Niederlande

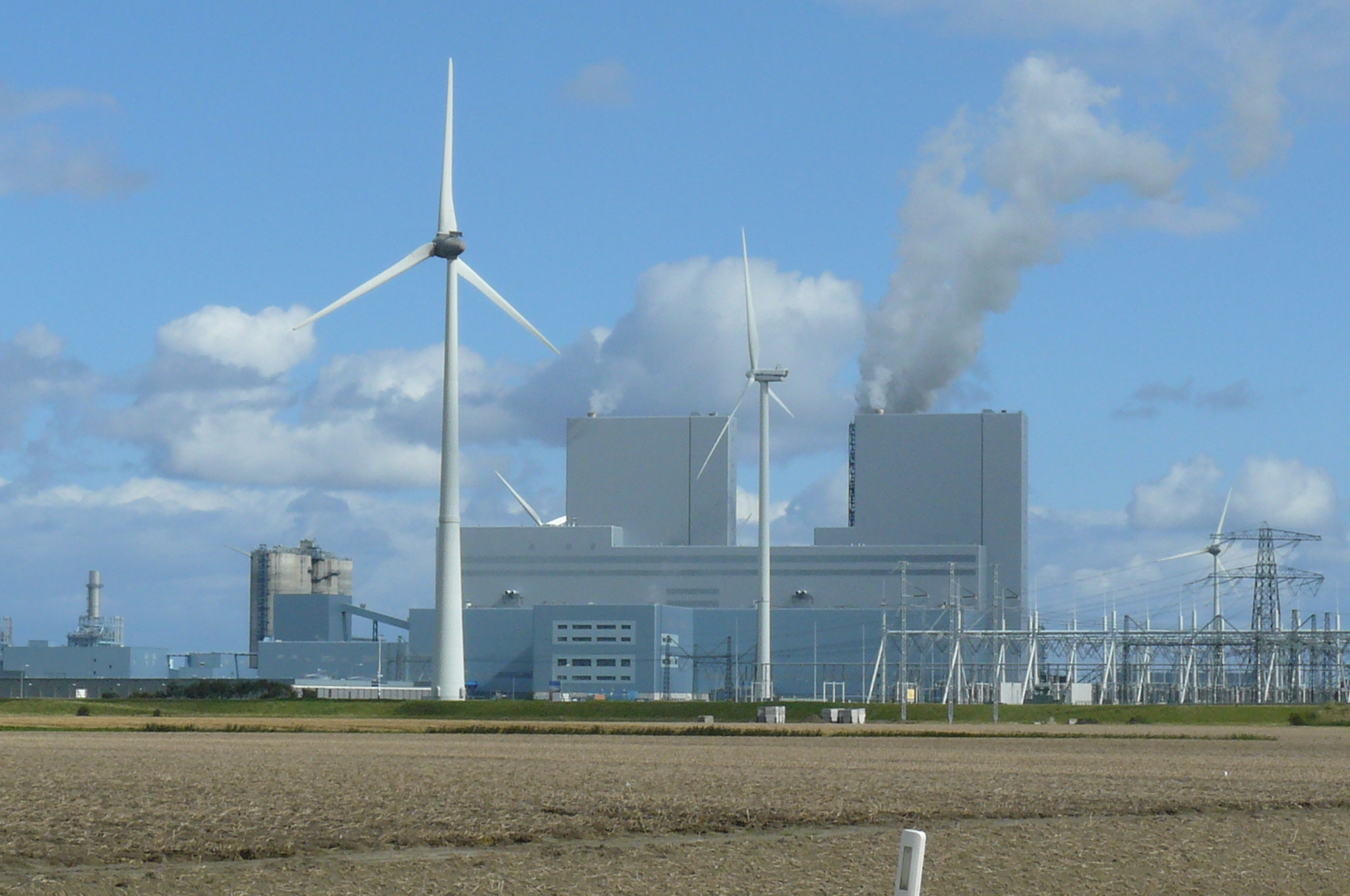
Erst im Jahr 2015 nahm RWE das Kohlekraftwerk Eemshaven in den Niederlanden in Betrieb. Dieses soll bis zum Jahr 2030 wieder stillgelegt werden.

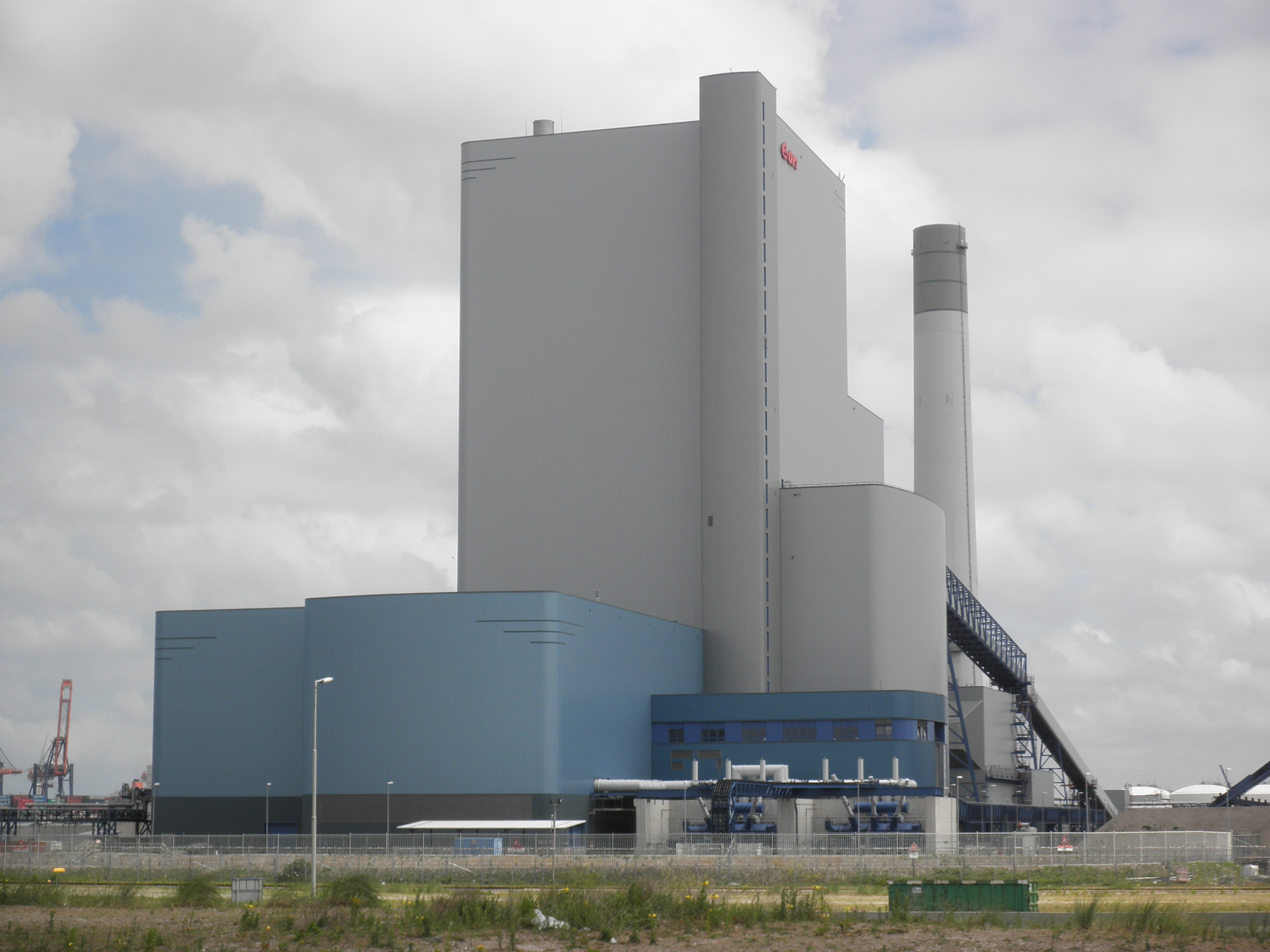
Kraftwerk Maasvlakte (Uniper)

2017 vereinbarten die vier die Regierung stellenden Parteien im Kabinett Rutte III im Koalitionsvertrag, bis 2030 alle existierenden Kohlekraftwerke der Niederlande vom Netz zu nehmen. Von den insgesamt fünf Kohlekraftwerken waren drei erst kurz zuvor in Betrieb gegangen. Das erste Kraftwerk sollte noch während der Legislaturperiode der Regierung im Jahr 2021 schließen. 2018 erklärte der zuständige Wirtschaftsminister Eric Wiebes, dass ältere Kohlekraftwerke bis 2024 und neuere bis spätestens 2029 abgeschaltet werden müssen. Zusätzlich soll ein Mindestpreis für Kohlenstoffdioxid-Emissionsrechte eingeführt werden. Bis 2030 sollen die Emissionen des Landes um 49 % gesenkt werden. 2019 wurde das Gesetz verabschiedet, das die Verwendung von Kohle zur Stromerzeugung spätestens ab Anfang 2030 wegen des Klimaschutzes untersagt. Anders als in Deutschland gibt es in den Niederlanden dafür keine Entschädigung.
Ein Haager Gericht entschied am 30. November 2022, dass die deutschen Konzerne RWE und Uniper keinen Anspruch auf Entschädigungen für entgangene Gewinne in den Niederlanden haben. RWE hatte auf 1,4 Milliarden Euro Schadensersatz geklagt. Beide Unternehmen stützten ihren Anspruch auf den Vertrag über die Energiecharta. Eine Entscheidung des Internationalen Zentrums zur Beilegung von Investitionsstreitigkeiten wurde Anfang 2023 erwartet. Das Verfahren wurde jedoch ausgesetzt und der deutsche Bundesgerichtshof entschied im Juli 2023, dass die Schiedsverfahren unzulässig sind. RWE und Uniper zogen ihre Schiedsklagen daraufhin zurück. Weiter anhängig ist jedoch die Berufung von RWE vor einem staatlichen Gericht in Den Haag.

### Norwegen
Das Norwegische Parlament beschloss am 5. Juni 2015 einstimmig, dass der staatliche Pensionsfonds Norwegens mit einem Anlagevermögen von umgerechnet fast 600 Milliarden Euro Anteile an Unternehmen, die 30 Prozent oder mehr ihrer Gewinne durch Geschäfte mit Kohle machen, abstoßen solle. Schätzungen zufolge sind 50 bis 75 Unternehmen davon betroffen.
Im Oktober 2023 wurde das einzige Kohlekraftwerk Norwegens, das Kohlekraftwerk Longyear in Longyearbyen auf Spitzbergen abgeschaltet.
2025 wurde die letzte Zeche (Gruve 7) der Store Norske Spitsbergen Kulkompani auf Spitzbergen geschlossen.

### Österreich
Die überwiegend Braunkohle fördernden Bergwerke der Reviere Bergbau Fohnsdorf (Einstellung 1977/1978), Wolfsegg (WTK, Schließung 1995), Trimmelkam (SAKOG, Schließung 1993), und GKB Köflach (Steiermark) wurden nach und nach geschlossen.
Kohlekraftwerke wurden stillgelegt und abgerissen oder auf andere Energieträger wie Öl oder Gas umgerüstet, z. B. 2015 das Dampfkraftwerk Voitsberg.
Im Herbst 2019 wurde die Kohleverstromung im Kraftwerk Dürnrohr beendet. Im Frühjahr 2020 stellte das Fernheizkraftwerk Mellach als letztes Kohlekraftwerk Österreichs seine Kohleverstromung vorläufig ein. Damit war Österreich nach Belgien und einen Tag nach Schweden das dritte europäische Land, in dem die Kohleverstromung vorläufig eingestellt wurde. Im Juni 2022 gab der Betreiber bekannt, dass das Kraftwerk Mellach in Absprache mit der österreichischen Bundesregierung wieder so umgerüstet werden soll, dass bei Einschränkungen der Versorgung mit Erdgas wieder ein Betrieb mit Kohle möglich ist. Dies sollte langfristig die Versorgungssicherheit gewährleisten, nachdem es infolge der russischen Invasion in die Ukraine zur Reduktion der nach Österreich gelieferten Gasmengen durch Russland kam.
In der Voestalpine in Linz werden (Stand wann ?) Verfahren zur Reduktion von Eisenerz ohne Koks erforscht. Koks wird aus Kohle hergestellt; bei der Erzeugung von Roheisen im Hochofen werden große Mengen CO2 emittiert, die die globale Erwärmung beschleunigen.

### Polen
Laut der polnischen Energiestrategie vom November 2018 sollte der Kohleanteil an der Stromproduktion bis 2030 auf 50 Prozent und bis 2040 auf 22 Prozent gesenkt werden. Im September 2020 legte Klimaschutzminister Michał Kurtyka ein Strategiepapier für einen schrittweisen Kohleausstieg vor. Demnach sollte Kohle am Strommix bis 2030 nur noch einen Anteil von maximal 56 Prozent haben, zur Wärmeerzeugung sollte Kohle in den Städten nur noch bis 2030 erlaubt sein, in ländlichen Gebieten bis 2040. Die wegfallende Energieerzeugungskapazität sollte vor allem durch den Einstieg in die Atomkraft und Offshore-Windenergie ersetzt werden, zudem sollten als Überbrückung die internationalen Gasnetzverbindungen ausgebaut werden. In den bisherigen Bergbaugebieten sollten Subventionen neue Arbeitsplätze im Bereich der Erneuerbaren Energien schaffen.
Ende September 2020 vereinbarten Regierung und Bergarbeitergewerkschaften, bis zum Jahr 2049 alle Kohlebergwerke Polens zu schließen. Wegen der günstigeren und teils qualitativ besseren ausländischen Kohle ist der polnische Kohlebergbau seit langem nicht mehr rentabel.
Nach der Parlamentswahl 2023 kam es zu einem Regierungswechsel; die achtjährige Herrschaft der PIS-Partei endete. Donald Tusk bildete das Kabinett Tusk III das eine neue Energiepolitik anstrebt.

### Portugal
Portugal legte sein letztes Kohlekraftwerk im November 2021 still. Zuvor wurde das Ausstiegsdatum wiederholt nach vorne gezogen. Das zunächst für 2030 geplante Datum zum Ausstieg aus der Kohleverstromung wurde Ende 2019 auf 2023 vorgezogen. Demnach sollte das Kraftwerk Pego im November 2021 abgeschaltet werden, das Kraftwerk Sines im September 2023. Im Juli 2020 gab der Kraftwerksbetreiber EDP jedoch bekannt, die Stilllegung Sines, des größten portugiesischen Kohlekraftwerks bereits zum Januar 2021 anzustreben. Als Gründe wurden die gesunkenen Preise für Erdgas sowie die gestiegenen Kosten für Zertifikate im europäischen Emissionshandel genannt. Die Stilllegung fand schließlich am 14. Januar 2021 statt. Am 30. November 2021 wurde die Kohlefeuerung im Kraftwerk Pego (Abrantes) endgültig eingestellt, sodass Portugal das vierte Land in Europa ist, das den Kohleausstieg vollzogen hat.

### Schweden
Schweden beendete im April 2020 mit der vorzeitigen Abschaltung des letzten kohlebefeuerten Blocks des Kraftwerks Värtaverket in Stockholm die Kohleverstromung. Zuvor war der Kraftwerksblock, der eigentlich erst 2022 hätte endgültig abgeschaltet werden sollen, im Winterhalbjahr 2019/20 kein einziges Mal benötigt worden.

### Schweiz
In der Schweiz selbst existieren keine Kohlekraftwerke. Seit dem Ende des Zweiten Weltkriegs wird auch keine Kohle mehr abgebaut, da die kleinen Schweizer Bergwerke nicht mehr rentabel waren. Bis Mitte des 20. Jahrhunderts war die (importierte) Kohle jedoch der wichtigste Energieträger in der Schweiz, wobei der Anteil danach rasch zugunsten von Elektrizität und Erdöl schwand und im Jahre 2000 nur noch 0,7 % betrug. Schweizer Energiekonzerne waren an Kohlekraftwerken im Ausland beteiligt, haben sich inzwischen aber weitgehend aus diesen Beteiligungen zurückgezogen.

### Slowakei
Die Slowakei beendete 2024 die Kohleverfeuerung mit der Abschaltung des Kraftwerk Vojany. Damit wurde der ursprüngliche Aussiegstermin 2030 um sechs Jahre vorgezogen.

### Spanien
Im Oktober 2018 vereinbarten die spanische Regierung und spanische Gewerkschaften die Schließung von zehn spanischen Kohlebergwerken. Die Regierung sagte zu, in den betroffenen Regionen in den nächsten zehn Jahren 250 Millionen Euro auszugeben. Davon sollen unter anderem Frühverrentungen, Umschulungen und Strukturwandel bezahlt werden. Durch die Verstromung von spanischer Kohle wurden 2018 etwa 2,3 Prozent des in Spanien verbrauchten Stroms erzeugt. Insgesamt lag der Kohlestromanteil in diesem Jahr bei 15 %. Am 30. Juni 2020 wurden sieben der noch verbliebenen 15 kohlebefeuerten Kraftwerke stillgelegt. Vier weitere Kraftwerke bereiten eine Schließung innerhalb der nächsten zwei Jahre vor. Als Gründe für die Stilllegung werden strengere europäische Umweltregularien sowie der steigende Preis für Zertifikate im europäischen Emissionshandel genannt. Hierdurch ist ein wirtschaftlicher Betrieb nicht länger möglich.

### Tschechien
Im Dezember 2020 kündigte Industrieminister Karel Havlíček an, dass Tschechien bis 2038 aus der Kohleverstromung aussteigen möchte. Das Ende 2021 angelobte Kabinett von Petr Fiala legte sich auf einen früheren Kohleausstieg und das Ende des Kohleabbaus für 2033 fest. Rund die Hälfte der inländischen Energieerzeugung erfolgte 2019 durch Kohle, obwohl der Anteil seit 2009 bereits um 36 Prozent zurückgegangen war. Umweltministerin Anna Hubáčková sprach sich für einen Kohleausstieg bis 2030, spätestens jedoch 2033 aus.

### Ungarn
In Ungarn wurden die meisten Kohlekraftwerke primär aus wirtschaftlichen Gründen stillgelegt. Mit Stand Juni 2020 wurde diskutiert, das letzte verbliebene Braunkohlekraftwerk Mátra ebenfalls zu schließen, das für knapp die Hälfte des CO2 -Ausstoßes im ungarischen Energiesektor verantwortlich ist. Vizeaußenministerin Barbara Botos gemäß sprach sich die Regierung für 2030 als Ausstiegsjahr aus.
Im März 2021 meldete iwr.de, dass Ungarn sein letztes Kohlekraftwerk 2025 abschalten und damit den Kohleausstieg bereits fünf Jahre früher als bisher geplant vollziehen wolle.

### Vatikan
In der Enzyklika Laudato si’ spricht sich Papst Franziskus für einen Ausstieg aus der Verbrennung von fossilen Energieträgern wie der Kohle aus.

### Vereinigtes Königreich
Im Vereinigten Königreich ist der Kohleausstieg seit 2024 abgeschlossen.
Im April 2015 wurde der Carbon Price Support erhöht; Betreiber der Kraftwerke mussten fortan Abgaben je Tonne CO2 zusätzlich zum Preis der EU-Emissionszertifikate bezahlen. Das letzte Kohlebergwerk in UK wurde zum 18. Dezember 2015 geschlossen. 2019 hatte Kohle an der Stromproduktion noch einen Anteil von 0,4 bis 2,8 Prozent.
2015 wurde das Ende der Kohleverstromung zunächst für 2025 angekündigt. 2020 zog Premierminister Boris Johnson, den Kohleausstieg um ein Jahr vor. Der im Rahmen der COVID-Maßnahmen verhängte Lockdown konnte den Kohleausstieg zunächst beschleunigen, als Reaktion auf die britische Erdgaslieferkrise ab 2021 wurde die Laufzeit von mindestens einem Kraftwerk jedoch wieder verlängert.
Im Jahr 2016 wurden die Kraftwerke Longannet, Ferrybridge C und Rugeley stillgelegt. 2018 und 2019 folgten die Kraftwerke Eggborough und Cottam. Am 31. März 2020 wurden die Kraftwerke Aberthaw und Fiddler’s Ferry stillgelegt. Das Kohlekraftwerk West Burton wurde zum 9. April 2020 abgeschaltet, im März 2021 beendete das Kraftwerk Drax die Kohleverfeuerung. Das Kohlekraftwerk Kilroot in Nordirland wurde im September 2023 abgeschaltet. Ratcliffe-on-Soar, das letzte im UK betriebene Kohlekraftwerk, wurde am 30. September 2024 geschlossen. Damit schloss das Vereinigte Königreich den Kohleausstieg ab.
Der Kohleausstieg Großbritanniens war auch deshalb möglich, da das Land noch einige Kernkraftwerke betreibt. Diese machten 2024 rund 12,5 Prozent des Verbrauchs an elektrischer Energie und 5,3 Prozent des Primärenergieverbrauchs aus.

### USA
In den USA verursacht die Kohleverstromung externe Kosten von rund 350 Mrd. Dollar pro Jahr (s. o.). Die durch Kohleverstromung resultierenden Gesundheitsschäden entsprechen damit Schätzungen zufolge dem 0,8- bis 5,6-fachen des gesamtwirtschaftlichen Vorteils der Vereinigten Staaten.
Auch ohne einen expliziten Ausstiegsbeschluss ging der Kohleanteil an der Stromerzeugung in den USA von rund 50 % im Zeitraum 1950 bis 2008 auf 30 % in 2016 zurück, bei zunehmender Stromerzeugung mit Erdgas.
Die Obama-Administration erarbeitete regulatorische Maßnahmen, welche dazu führen sollten, dass im Jahr 2030 insgesamt 30 Prozent weniger CO2 aus der Verbrennung von Kohle freigesetzt werden sollten – verglichen mit den Emissionen im Jahr 2005. Dies hätte die Abschaltung von hunderten Kohlekraftwerken und den zügigen Zubau von Gaskraftwerken, Windparks und Solarkraftwerken bedeutet.
2018 wurden lediglich in 5 der 50 Bundesstaaten keine Kohlekraftwerke zur allgemeinen Stromversorgung betrieben: Unter ihnen gab es in Kalifornien und Idaho geringfügige Stromversorgung von Industriebetrieben mit Kohlekraftwerken. Massachusetts und Rhode Island stiegen in den 6 Jahren davor aus der Kohleverstromung aus, in Vermont gab es schon länger keine. In den acht weiteren Bundesstaaten Connecticut, Maine, New Hampshire, New Jersey, New York, Delaware (alle New England bzw. mittlere Ostküste), Oregon und Washington (Westküste) stammten 2018 weniger als 5 % der Stromerzeugung aus Kohlekraftwerken. Alaska, Nevada und Mississippi liegen unter 10 %.

## Wirtschaftliche Folgen des Kohleausstiegs
Ein langfristiger Ausstieg aus der Verstromung von Kohle oder deren Besteuerung könnte zur Folge haben, dass der Wert von Unternehmen, deren Geschäftsmodelle auf der Verstromung von Kohle basieren, sinken würde. Investitionen von institutionellen Anlegern wie Pensionsfonds in die Kohlewirtschaft könnten auf lange Sicht mit einem höheren Risiko verbunden sein, als bisher von Analysten vielfach angenommen wurde. Bergbauunternehmen führen Kohlereserven und nicht geförderte Bodenschätze oft als Anlagevermögen in ihren Bilanzen. Würde diese Kohle im Rahmen eines Ausstiegs aus der Technologie nicht mehr verbrannt, müssten diese Posten abgewertet werden.
Mehrere Investoren sind deshalb aus der Finanzierung von Kohleprojekten ausgestiegen oder haben diese deutlich reduziert. So beteiligten sich etwa die Weltbank und die Europäische Investitionsbank schon 2013 oder früher nur noch in Ausnahmen an der Finanzierung von Kohleprojekten.

## Entschädigungen
Die Denkfabrik Carbon Tracker ging 2019 davon aus, dass 79 Prozent der EU-Kohlekraftwerke nicht mehr rentabel bis 2030 betrieben werden können. Entschädigungszahlungen für die Stilllegung von Kraftwerken könnten illegal sein, weil sie gegen Europäisches Beihilferecht verstoßen.